# Nigel Lamb
 (mai 2014).
Si vous disposez d'ouvrages ou d'articles de référence ou si vous connaissez des sites web de qualité traitant du thème abordé ici, merci de compléter l'article en donnant les références utiles à sa vérifiabilité et en les liant à la section « Notes et références ».
Nigel Lamb, né le 17 août 1956 en Rhodésie, est un pilote de voltige britannique.

## Biographie
Sa passion pour le vol lui vient de son père, ex-pilote de chasse dans la Royal Air Force durant la Seconde Guerre mondiale.
À l'âge de 11 ans, il souhaite entrer dans la Rhodesian Air Force mais ne sera accepté qu'a l'âge de 18 ans, en 1975, après avoir terminé ses études à l'école secondaire de Umtali Boy. Il a gagné ses ailes pour voler sur des jets et des hélicoptères en 1976.
En 1980, il quitte l'armée en tant qu'instructeur et déménage en Angleterre pour rejoindre l'équipe de voltige Marlboro. Il restera dans cette équipe durant les trente années qui suivent, participant à 1750 présentations en vol dans plus de trente pays à travers le monde, notamment en dirigeant la première équipe civile en vole en Chine en 1996.
Il est le seul pilote à avoir gagné huit fois consécutives le British National Unlimited Aerobatic Championship de 1986 à 1993. Il devient en 1990, l'un des pilotes sponsorisés par la marque Breitling.
Il a également tourné dans quelques grandes productions de films en tant que pilote de chasse avec une variété d'aéronefs historique dont un Spitfire, P-51 Mustang et un P-40 Kittyhawk.
Depuis 2005, il met ses compétences à l'épreuve dans le Red Bull Air Race.
Il devient le directeur de l'aviation pour Breitling 2010 et coordonne pour le compte de la Breitling Jet Team la tournée en Europe de l'Est puis en Asie.

### Vie privée
Il est marié, depuis 1984, à une voltigeuse du nom de Hilary Price. Ensemble ils ont trois fils, Max, Daniel et Ben.

## Carrière en Red Bull Air Race
2005
Il fait son entrée sur le circuit du Red Bull Air Race pour les trois dernières courses à Longleat, Budapest et San Francisco.
2010
Lors de la saison 2010, il se classe 3e au général malgré un problème technique lors du Final 4 à Lausitz lors de la dernière épreuve.
2014
Après un début de saison très difficile et le Top 8 à Rovinj manqué dû à un incident (casse de l'hélice de son avion au sol),, il gagne sa première course à Putrajaya (Malaisie),,.

## Filmographie
- 2001 : Pilote du Spitfire dans Dark Blue World
- 2002 : Pilote du P-51 Mustang dans Mission Évasion
- 2005 : Chef pilote dans Flyboys
- 2012-2013 : Pilote du P-51 Mustang pour les pubs Breitling